# Feldjäger

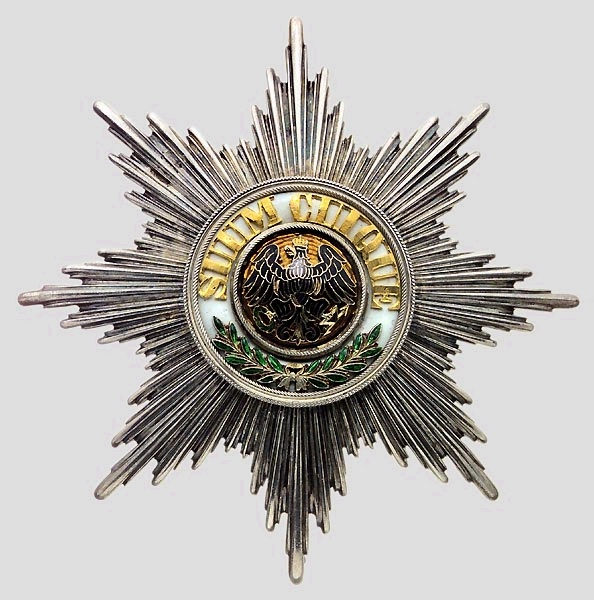
Symbol der deutschen Feldjägertruppe ist der preußische Gardestern (Stern des von Friedrich I. gestifteten Schwarzen Adlerordens mit der lateinischen Devise Suum cuique, „Jedem das Seine“)

Die Feldjäger sind Angehörige einer Truppengattung der Bundeswehr. Diese ist unter der Bezeichnung Feldjägertruppe seit 1955 mit der Funktion der Militärpolizei in der Bundeswehr betraut.

## Geschichte

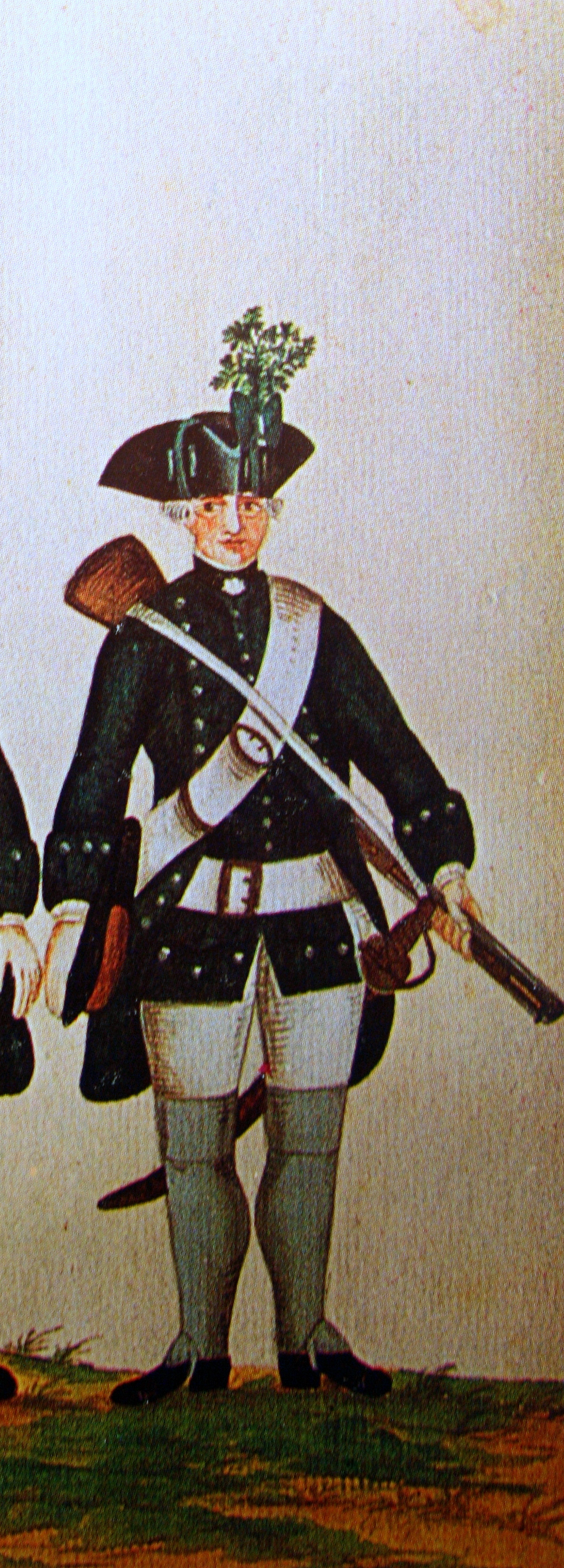
Freytag’sche Jäger (Kurfürstentum Braunschweig-Lüneburg) um 1761 – zeitgenössisch

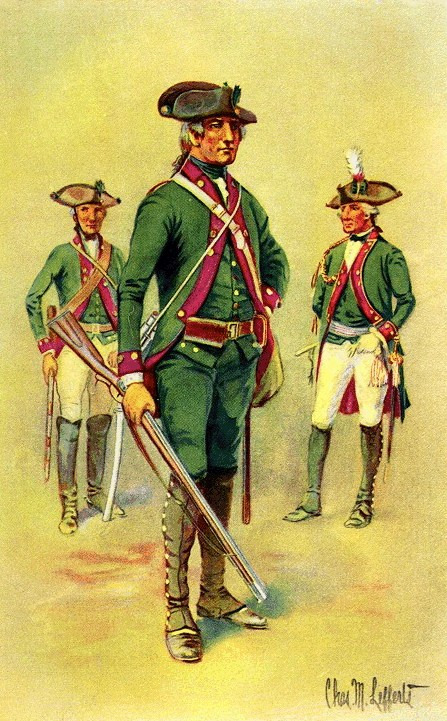
Feldjäger (Hessen-Kassel) um 1780 – Darstellung 19./20. Jahrhundert

### Begriff
Die heutige Feldjägertruppe als Militärpolizei geht auf den Profos zurück, der im 16. Jahrhundert ein mit der Regimentspolizei beauftragter Militärbeamter war, und sich in seinem Regiment um die Durchsetzung und Einhaltung der Feldordnung unter den Landsknechten zu kümmern hatte. Bis in den Dreißigjährigen Krieg war der Profos einer Kompanie oder einem Fähnlein zugeordnet, und mit der Ausführung von Disziplinarstrafen beauftragt.
Eine der ersten Militärpolizeitruppen, die Royal Military Police, wurde unter Wellington in der Britischen Armee für die Expedition 1807 in Portugal aufgestellt. In der Zeit nach den Napoleonischen Kriegen bis zum Ende des Dritten Reiches war im deutschsprachigen Raum die Bezeichnung „Feldgendarmerie“ für die Polizei im Militärdienst üblich.
Der Begriff „Feldjäger“ selbst hatte ursprünglich nichts mit Militärpolizei zu tun, sondern bezeichnete zunächst die ab 1631 zuerst in Hessen-Kassel, später auch in anderen Territorien so in Preußen und in Kurhannover aufgestellte Jägertruppe. Diese meist aus Forstleuten und Jägern rekrutierten Verbände Leichter Infanterie operierten in der Regel selbständig und außerhalb der zeitüblichen Linientaktik, häufig zur Aufklärung und als Plänkler und Scharfschützen. Sie waren mit gezogenen Büchsen aus ihrem Privatbesitz ausgerüstet. Der früheste militärkundliche Beitrag zum Kleinen Krieg – Abhandlung über den kleinen Krieg (Kassel 1785) – stammt vom hessischen Feldjägerhauptmann Johann von Ewald und verarbeitet dessen Erfahrungen aus dem Amerikanischen Unabhängigkeitskrieg. Des Weiteren gab es sogenannte „Fourierjäger“. Diese stellten im Weitesten Sinne den Personenschutz der königlichen Familie. Zum „Escortendienst“ oblag ihnen zusätzlich die Aufgabe der Quartiersuche für die ihnen anvertrauten Personen.
Die k.u.k. Feldjäger war die Bezeichnung der Jägertruppe der Gemeinsamen Armee der Landstreitkräfte Österreich-Ungarns 1867–1914 der Doppelmonarchie von Österreich-Ungarn.

### Altpreußische Armee (bis 1806)
Militärpolizeiliche Befugnisse wurden im altpreußischen Heer im Bereich der Strafverfolgung von den Regimentsprofosen, im Bereich der allgemeinen Sicherheit von den Husaren wahrgenommen, die nachts die Sicherung von Feldlagern vor feindlichen Überfällen, aber vor allem um Fahnenflucht von Soldaten zu verhindern, Patrouillen durchführte.
Dagegen diente das 1740 in der preußischen Armee aufgestellte Reitende Feldjägerkorps ausschließlich dem Kurier- und Meldedienst des Königs.

### Neupreußische Armee, Bundesheer, Kaiserliches Heer (bis 1918)

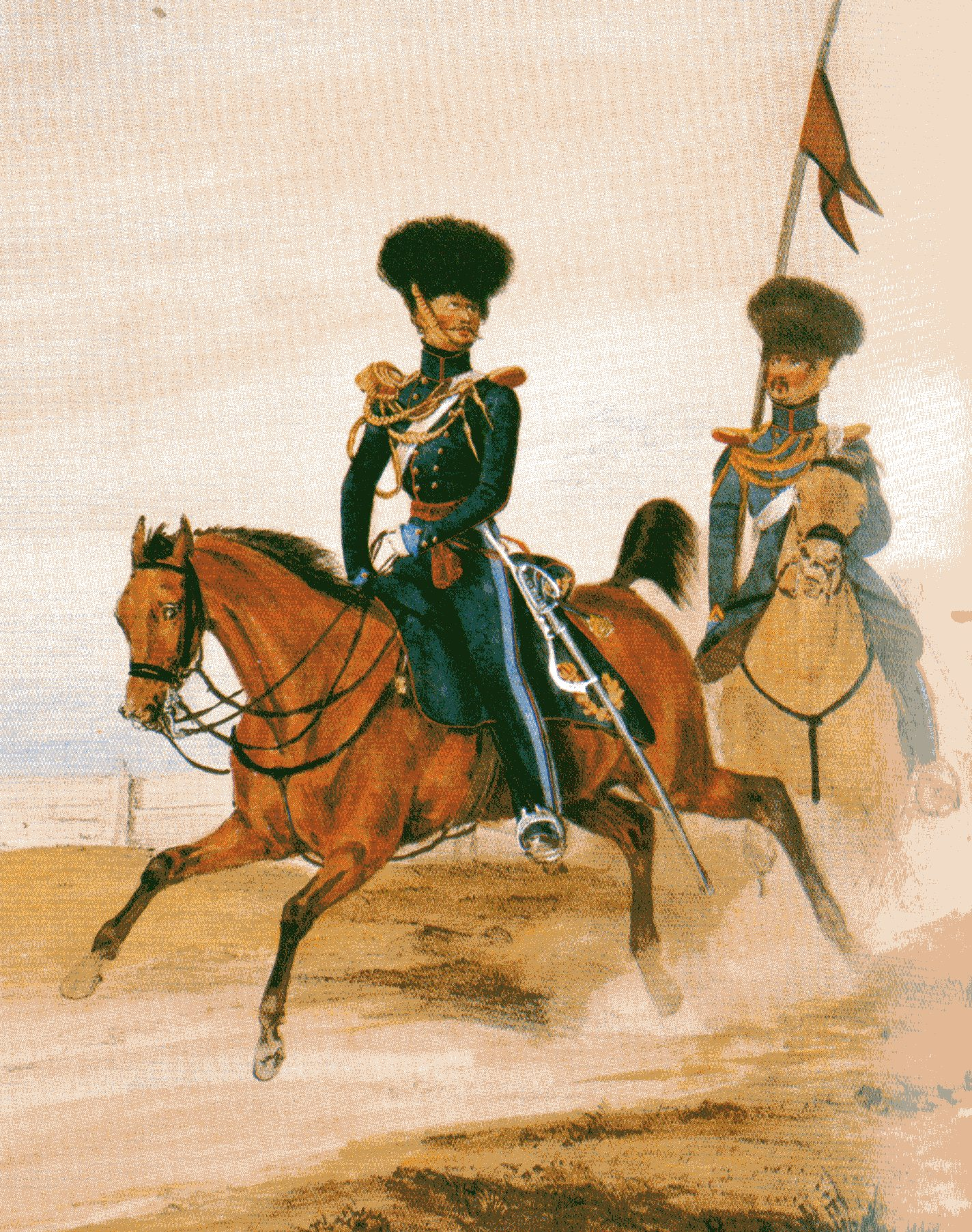
Rittmeister der Königlich Württembergischen Feldjäger-Schwadron um 1840

Nach dem französischen Vorbild der Gendarmerie impériale bildete sich in den deutschen Staaten nach 1815 erst zögerlich eine von der Kampftruppe abgesonderte Truppe für Polizeiaufgaben: in Preußen die Königlich Preußische Landgendarmerie. Sie war – wie in Bayern die Gendarmerie, in Württemberg das Landjägerkorps oder in Oldenburg das Landdragonerkorps – Teil der Armee. 1914 bestanden analog zur Anzahl der preußischen Provinzen zwölf Brigaden mit je einem Oberst oder älterem Oberstleutnant als Brigadier an der Spitze gegliedert. Eine preußische Gendarmeriebrigade umfasste rund 300 Angehörige im Gegensatz zu einer Gendarmeriebrigade nach französischem Vorbild, die vier bis sechs Gendarmen umfasste. Der Chef der Landgendarmerie war ein General der Infanterie. Aus dieser Landgendarmerie wurde bei Mobilmachung aus Offizieren und Wachtmeistern die Feldgendarmerie gebildet, ergänzt durch weitere wenige kommandierte Offiziere und eine erhebliche Anzahl Unteroffiziere und Mannschaften berittener Einheiten. Die Uniform der Feldgendarmerie entsprach der der Landgendarmerie. Bedeutung erlangte die Truppe erstmals in den Kriegen 1866 und 1870/71. Ihr Auftrag war der Ordnungsdienst in der Etappe, der Verkehrsdienst und auch sicherheitspolizeiliche Funktionen wie die Spionageabwehr.

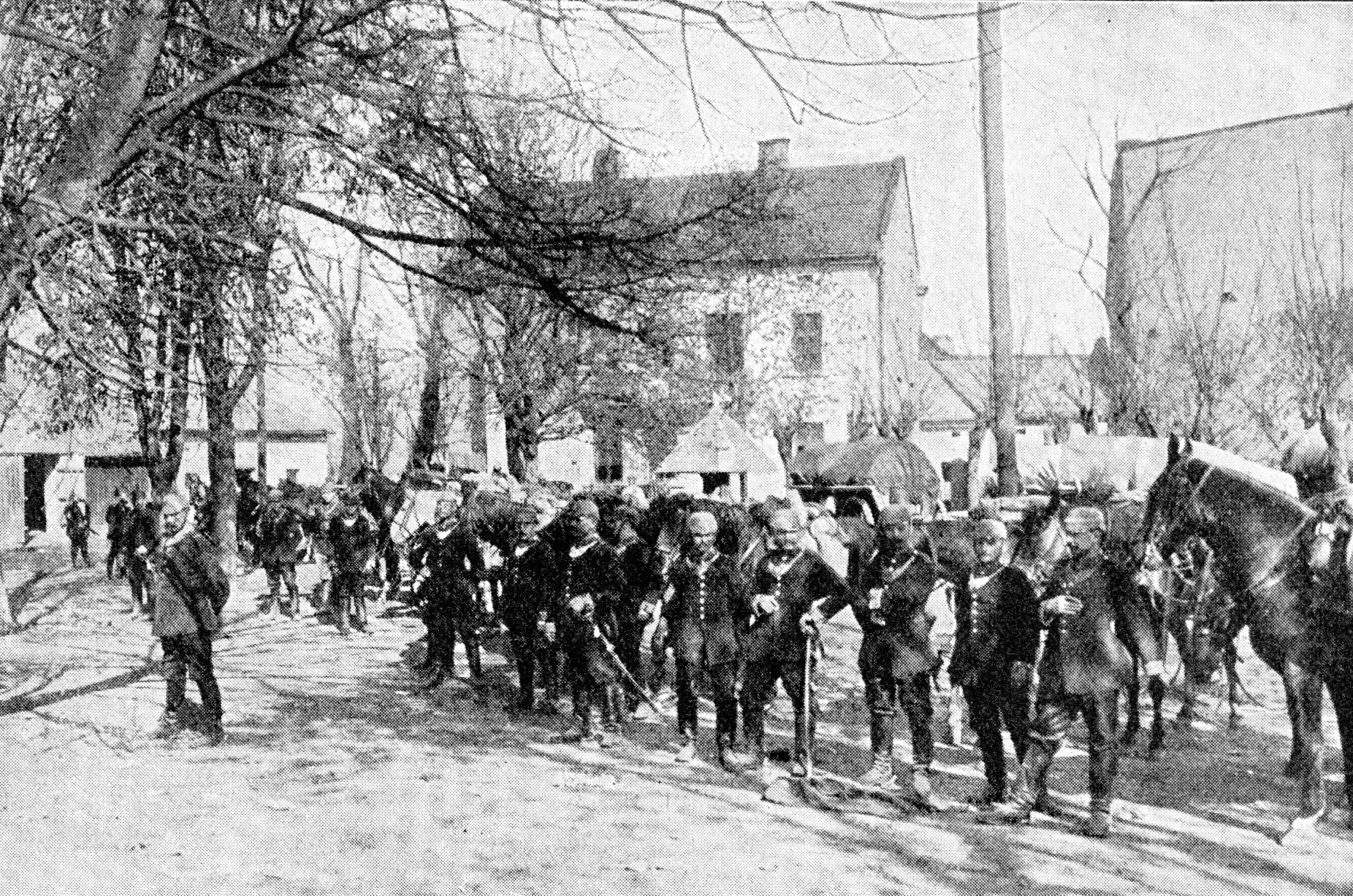
Deutsche Feldgendarmerie in Neu-Sandez, heute Woiwodschaft Kleinpolen Frühjahr 1915

Zu Beginn des Ersten Weltkriegs im August 1914 stellte das Deutsche Heer 33 Feldgendarmerie-Abteilungen mit einer Etatstärke von jeweils 21 berittenen Unteroffizieren und Mannschaften auf. Sie wurden im Verlauf des Krieges auf 115 erweitert. Erkennungsmerkmal waren der Ringkragen und teilweise auch nur eine Armbinde. Im Generalgouvernement Warschau wurde am 1. März 1915 eine Feldjäger-Brigade aufgestellt, beim Oberbefehlshaber Ost am 19. Januar 1916 eine Gendarmerie-Inspektion eingerichtet. Aufgrund des Disziplinverfalls in der Etappe der Westfront wurde am 4. Oktober 1918 ein Feldgendarmerie-Korps zur besonderen Verwendung aufgestellt, das am 5. November in Gendarmerie-Regiment Nr. 9 umbenannt wurde.
Ab Ende 1916 wurden im Reichsgebiet in der Regel Unteroffiziere, zum Teil aber auch Mannschaftsdienstgrade (zuerst als Hilfsgendarmen, später als Sicherheitsunteroffiziere bezeichnet), den regionalen Polizeibehörden durch die Stellvertretenden Generalkommandos der Armeekorps zugewiesen. Durch die Personalverstärkung sollten die Gendarmerien der Bundesstaaten verstärkt werden, die wie z. B. in Preußen zum Teil ihr Personal zum Aufbau der Feldgendarmerie abgegeben hatten. So wurde die Oldenburgische Gendarmerie 1917 bei einer Personalstärke von rund 120 Angehörigen um gut 40 Hilfsgendarmen verstärkt, die vom X. Armee-Korps in Hannover entsandt worden waren. Ein Teil der Hilfsgendarmen wurde 1919 vom Gendarmeriekorps übernommen.
Generell wurde die Feldgendarmerie während des Krieges durch leichte Kavallerie wie Dragoner und Husaren unterstützt, die militärpolizeiliche Aufgaben wie z. B. Stabswachen, Kriegsgefangenenbewachung usw. übernahmen.
Die Kaiserliche Marine verfügte grundsätzlich nicht über eine Feldgendarmerie. Allerdings wurden beim Marinekorps Flandern Angehörige der Seebataillone als Feldgendarmen eingesetzt. Ende 1916 wurde in der Festung Wilhelmshaven zur Spionageabwehr und um die zunehmenden Übergriffe von Marineangehörigen auf die Zivilbevölkerung zu verhindern die Festungs-Gendarmerie Wilhelmshaven aufgestellt. Sie wurde im Juli 1919 aufgelöst. Am 30. September 1919 endete die 179-jährige Ära des „Reitenden Feldjägercorps“ mit einer kriegsministeriellen Verfügung.

### Reichswehr der Weimarer Republik (bis 1933)
In der Reichswehr gab es keine Einheiten mit polizeiähnlichen Aufgaben.

### Drittes Reich: SA-Feldjägerkorps, Feldgendarmerie, Geheime Feldpolizei, Feldjägerkommandos (bis Mai 1945)

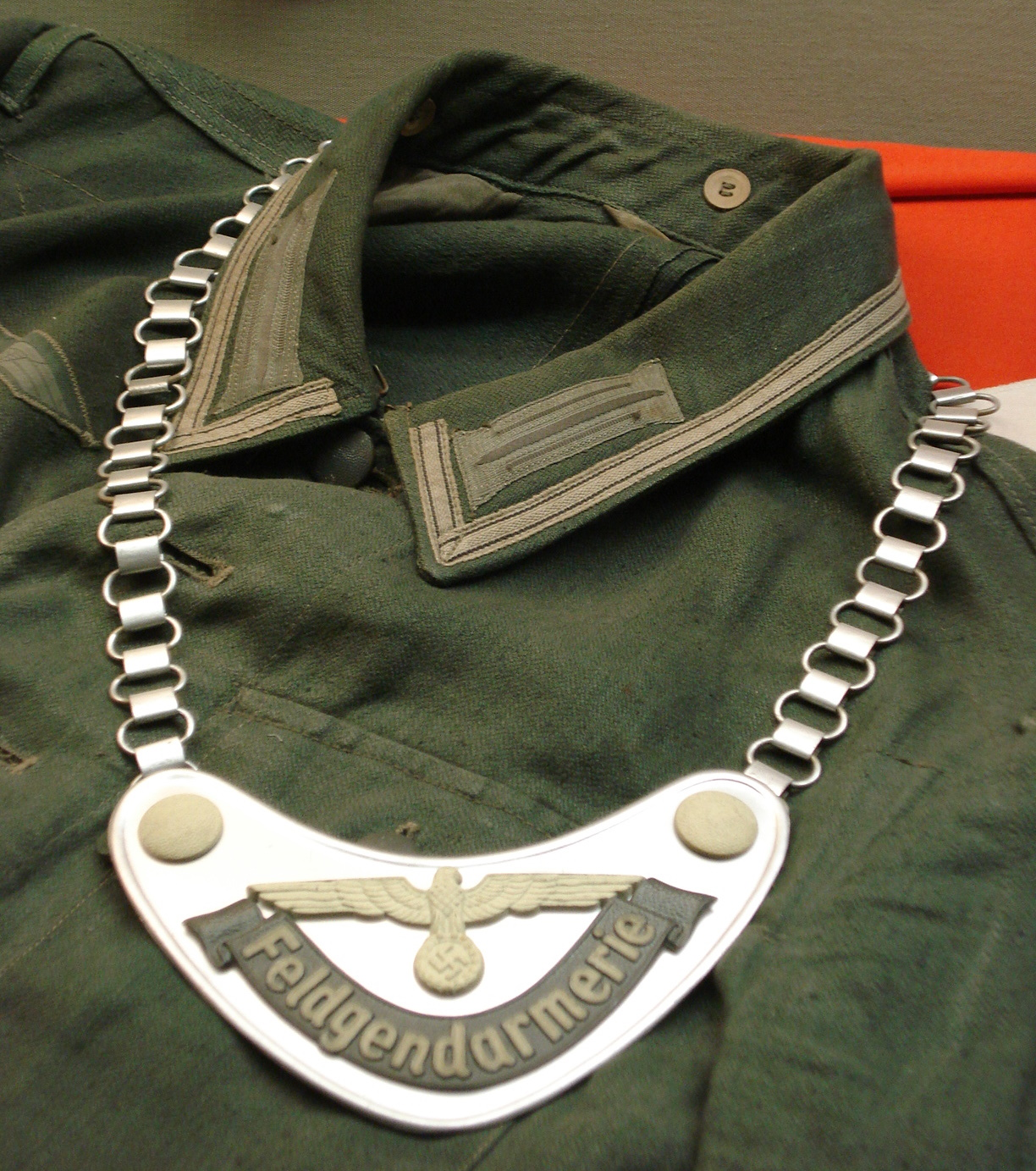
Für Heer und Waffen-SS identischer Feldgendarmerie-Ringkragen, mit stehendem Adler. Der Luftwaffen-Ringkragen hingegen mit fliegendem Adler

Das 1933 gegründete SA-Feldjägerkorps war eine Nachfolgeorganisation der SA-Feldpolizei und eine Sondereinheit innerhalb der im gleichen Jahr aufgestellten Hilfspolizei. SA-Feldjägerkorps, SA-Feldpolizei und Hilfspolizei hatten keine militärpolizeilichen Funktionen inne, sondern dienten der Bekämpfung der politischen Gegner der jungen nationalsozialistischen Regierung. SA-Feldpolizei und Hilfspolizei wurden bereits im Sommer 1933 aufgelöst. Das SA-Feldjägerkorps überführte man ab 1935 in Schutzpolizei und Verkehrspolizei, 1936 erfolgte die endgültige Auflösung verbliebene Verbände.
Im Zuge der Aufrüstung der Wehrmacht wurde zunächst keine strukturmäßige Militärpolizei aufgestellt. Bei größeren Militärübungen sowie auch beim Anschluss Österreichs erfüllten mobilisierte zivile Polizeibeamte militärpolizeiliche Aufgaben, wie etwa die Verkehrsregelung.
Die Aufstellung besonderer Ordnungstruppen geschah erst nach Beginn des Zweiten Weltkrieges. Die Feldgendarmerie rekrutierte sich aus über 8.000 zur Wehrmacht eingezogenen Ordnungspolizisten. Nach dem Muster des Heeres stellten bald auch die Luftwaffen-Felddivisionen und die Waffen-SS eigenen Feldgendarmerie-Verbände auf. Organisatorisch war sie als Führungstruppe dem jeweiligen Großverband im Einsatzraum oder örtlichem Befehlshaber unterstellt. Einsatzschwerpunkt in der Aufgabenstellung wurden die Kontrolle im rückwärtigen Gebiet, die Versprengtensuche, die Einrichtung von Auffang- und Sammellinien sowie die Fahndung nach Fahnenflüchtigen und unerlaubt von der Truppe abwesenden Soldaten. Dabei war die Feldgendarmerie gegenüber jedem Soldaten und jeder Truppengattung befehlsbefugt. Die noch heute genutzte Waffenfarbe Orange teilte sie sich mit dem Wehrersatzwesen.

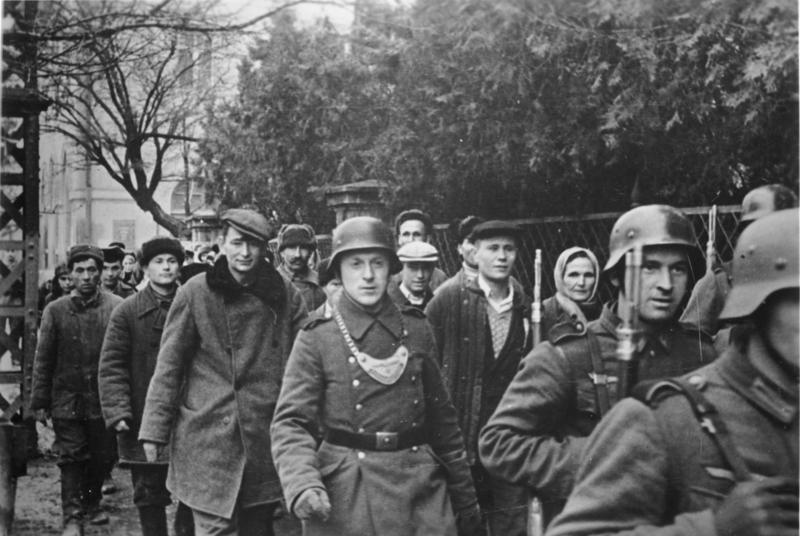
Simferopol, Januar 1942. Verhaftete Männer in Begleitung eines deutschen Feldgendarmen und deutscher Soldaten. Die Feldgendarmerie Abteilung 683 war im Dezember 1941 an der Ermordung von 14.000 Juden in Simferopol beteiligt.

Neben der Feldgendarmerie der Wehrmacht operierte die Geheime Feldpolizei, deren Personal sich aus Angehörigen der Sicherheitspolizei rekrutierte, deren Führung bis 1944 in den Händen der Abwehr beim Oberkommando der Wehrmacht (OKW) lag, dem der jeweilige Kommandeur der GFP unterstellt war. Im Februar 1944 wurde die Abwehr vom Reichssicherheitshauptamt (RSHA) übernommen, die Führung der GFP verblieb aber beim OKW. Sowohl bei Feldgendarmerie wie GFP bestand aufgrund der starken Vertretung von Polizeibeamten eine gewisse Nähe zur SS, der im Dritten Reich das Polizeiwesen unterstand. Feldgendarmerie und Geheime Feldpolizei waren an Kriegsverbrechen und Holocaust beteiligt.
Feldjäger-Kommandos wurden auf einen Führerbefehl vom Dezember 1943 hin als Reaktion auf zunehmend hinter der Front zu Tage tretende Disziplinlosigkeiten, Verwahrlosung und Zersetzungserscheinungen aufgestellt. Die Feldjäger-Kommandos waren eine unmittelbar dem Oberkommando der Wehrmacht unterstellte Ordnungstruppe. Daraus ergab sich auch die äußerst seltene Unterordnung der Waffen-SS unter die Disziplinargewalt eines zur Wehrmacht gehörenden Truppenteils. Die Befehlshaber der Feldjäger-Kommandos hatten Stellung und Befugnisse eines Armeeoberbefehlshabers einschließlich der Disziplinarstrafgewalt. In späteren Befehlen wurden den Führern der Feldjäger-Kommandos und -einheiten weitreichende Befugnisse zugestanden, die von praktisch uneingeschränkten Postenenthebungen und dem Auflösen von Etappenorganisationen bis zum Requirieren anderer Ordnungstruppen reichte. Lediglich in die militärtaktische Führung hatten sie kein Eingriffsrecht.
Im Zweiten Weltkrieg und besonders zum Ende des Krieges hin fielen den Ordnungstruppen zehntausende „Fahnenflüchtige“ in die Hände und wurden entsprechend Hitlers Parole „Der Soldat kann sterben, der Deserteur muss sterben“ exekutiert. Berüchtigt wurde die Feldgendarmerie auch durch den Heldenklau, da sie selbst die Flüchtlingstrecks aus dem Osten noch nach potenziell waffenfähigen Männern absuchte. Im Volksmund wurden die Feldgendarmen und Feldjäger als Kettenhunde bezeichnet, in Anspielung auf den von ihnen an einer Kette um den Hals getragenen Ringkragen mit der Aufschrift Feldgendarmerie oder Feldjägerkommando (der Heeres- bzw. Wehrmachtstreifendienst trug stattdessen an der rechten Schulter die „Affenschaukel“ genannte Adjutantenschnur bzw. das Achselband der Offiziere, doch jeweils ohne das kurze Geflecht und die beiden Metallstifte).
Die Rolle der Ordnungstruppen der Wehrmacht einschließlich jener der Geheimen Feldpolizei zählt bis heute zu den am schlechtesten aufgearbeiteten Kapiteln der NS-Gewaltherrschaft.

### Entwaffnete deutsche Ordnungstruppen unter alliiertem Oberbefehl (bis Dezember 1945)
Nach dem 8. Mai 1945 wurden im „Kapitulationsraum SÜD“ (im weiteren Sinne ist damit der Begriff Alpenfestung verbunden) durch das Feldjägerkommando III mit dem Einverständnis von Generalfeldmarschall Albert Kesselring im Auftrag der Amerikaner Militärischer Verkehrsdienst und Ordnungsdienst aktiv durchgeführt. Die Einheiten des Feldjägerkommando III legten am 23. Juni 1945 im Raum Rosenheim ihre Waffen ab und wurden aus dem Dienst entlassen. Die Organisation der Feldgendarmerie löste sich jedoch mit der Kapitulation auf.
Auch in der Britischen Besatzungszone griff man auf Feldgendarmen und Feldjäger für den Militärischen Ordnungsdienst zurück.
In Schleswig-Holstein richtete das British Eight Corps zwei Sperrgebiete ein: „G“ in Westholstein (Befehlshaber General Witthöft) und „F“ (Befehlshaber General Stockhausen) in Ostholstein. Hier gab es keine britischen Truppenteile, außer einiger Dienststellen. Die dort internierten deutschen Einheiten hatten als Disziplinarvorgesetzte ihre Chefs ihrer Einheiten und Verbände. Um die Disziplin und Ordnung aufrechtzuerhalten, wurde in „G“ ein Feldjägerregiment mit vier Abteilungen, unter dem Befehl von Oberstleutnant Busse, aufgestellt. In „F“ wurden durch General Stockhausen Ordnungskräfte befohlen. Sie bestanden zum Teil aus Teilen der Feldgendarmeriekompanie „Großdeutschland“ unter Feldwebel Lehmann, Grenadierregiment 7 (zu 252. Infanterie-Division), das im Rahmen der „Feldjäger-Brigade 1“ als Ordnungskraft eingesetzt war. In dem Regiment und der Brigade waren jedoch keine wirklichen Feldjäger eingesetzt.

### Die Feldjägertruppe der Bundeswehr (seit 1955)

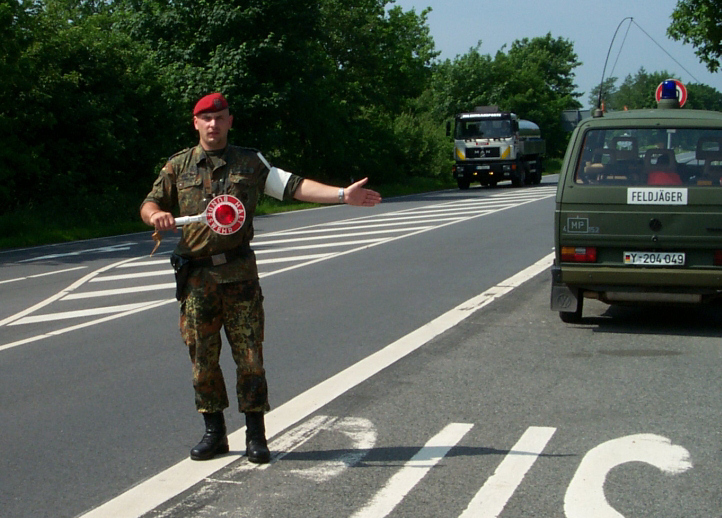
Feldjäger bei einer Verkehrskontrolle

Die Bundeswehr benannte im traditionsreichen preußischen Sinne ihre militärische Ordnungstruppe als „Feldjäger“. Sie führt ihre Truppengattungsgeschichte auf das Reitende Feldjägerkorps Friedrichs des Großen zurück.
Nach der Unterzeichnung des Aufstellungsbefehls Nr. 1 für die Bundeswehr am 6. Oktober 1955 durch General Heusinger wurde im ehemaligen Luftwaffenlazarett in Andernach unter anderem auch eine Militärpolizei-Lehrkompanie aufgestellt. Am 30. Januar 1956 wurde der Begriff „Militärpolizei“ durch den damaligen Staatssekretär Rust durch „Feldjäger“ ersetzt. Die Namensänderung wurde mit der Absicht durchgeführt, die Zahl der Sicherheitsorgane mit Polizeigewalt (insbesondere derjenigen, die unter Kontrolle des Bundes stehen) bewusst klein zu halten und die Truppe von den zivilen Polizeikräften abzugrenzen, da nach der zentralistisch organisierten Polizei im Dritten Reich diese wieder als dezentrale Polizei in die Hoheit der Bundesländer wechselte. Entscheidend dafür war die Erinnerung an die Zeit des Nationalsozialismus mit ihren ausufernden und mitunter konkurrierenden Sicherheits- und Polizeidiensten in Verbindung mit verfassungsmäßigen Bedenken. Das erste Truppengattungsabzeichen, vor der Einführung der Kragenspiegel, war ein sechszackiger Stern, der dem 12-zackigen Polizeistern nachempfunden war. Da es ein „halber“ Polizeistern, auch als „Sheriffstern“ benannt, war, nannte man den Träger spaßig einen „halben Polizisten“.
Die Feldjägertruppe nimmt als Führungstruppe militärpolizeiliche Aufgaben wahr, ist jedoch keine Polizei im eigentlichen Sinn, wie etwa die Bundespolizei oder die Polizeien der Länder. Feldjäger besitzen im Frieden keine Weisungsbefugnis gegenüber Nicht-Bundeswehrangehörigen, es sei denn, diese halten sich in einem militärischen (Sicherheits-)Bereich auf oder es ist zur Aufgabenerfüllung zwingend notwendig (z. B. Einrichtung eines militärischen Sicherheitsbereichs). Damit liegen die Befugnisse der Feldjäger weit hinter denen ausländischer Militärpolizeien.
Ab 2002 war die Feldjägertruppe Teil der Streitkräftebasis, seit 2025 des Unterstützungsbereichs der Bundeswehr. Geführt wird die Feldjägertruppe vom Kommando Feldjäger der Bundeswehr mit Sitz in Hannover.